# Gaultheria sleumeri
Gaultheria sleumeri är en ljungväxtart som beskrevs av T. Smitinand och Pham-hoang Ho. Gaultheria sleumeri ingår i släktet Gaultheria och familjen ljungväxter. Inga underarter finns listade i Catalogue of Life.